# Charles Vyner Brooke
Charles Vyner Brooke, född 26 september 1874 i Greenwich, England, död 9 maj 1963 i London, var den tredje och siste vita rajan av Kungariket Sarawak på Borneo. Efter att fadern Charles Brooke dog utropades Charles till raja i maj 1917 och regerade tillsammans med brodern Bertram. Tio år senare, år 1927, adlades Vyner och förärades Sankt Mikaels och Sankt Georgsorden. Vyner Brooke kunde modernisera Sarawak, mycket tack vare landets förbättrade ekonomi genom landets gummi- och oljeindustri. Under andra världskriget invaderade Japan Sarawak i december 1941, vilket följdes av att Vyner Brooke efter krigsslutet återtog sin roll som raja i april 1946 innan han överlämnade Sarawak till Storbritannien senare under 1946. Efter sin död 1963 begravdes Vyner i St Leonard's Church i Sheepstor i sydvästra England, där även hans bror och de två tidigare rajorna av Sarawak ligger begravda.